# Reformierte Kirche Davos Frauenkirch

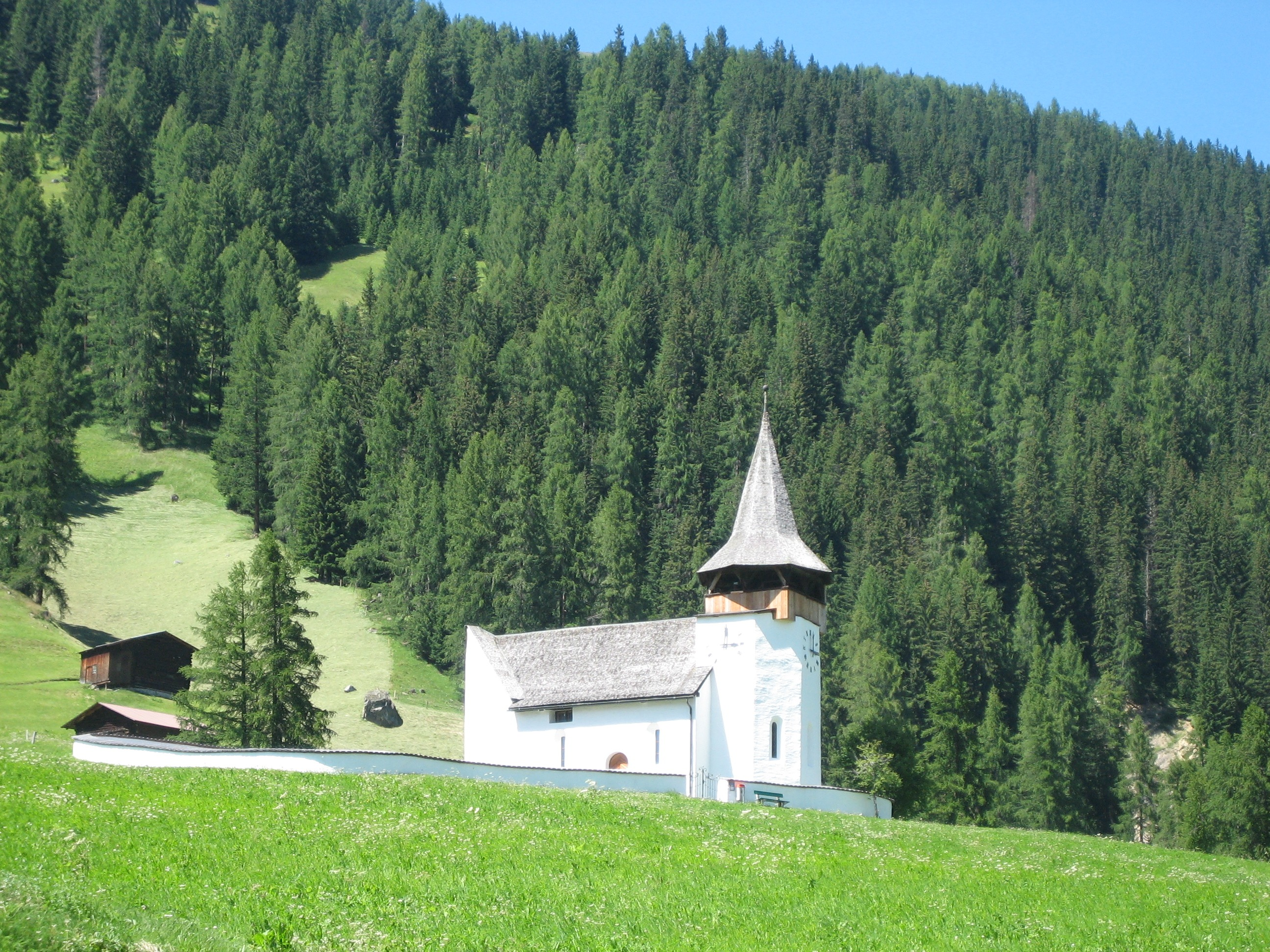
Reformierte Kirche Davos Frauenkirch, 2008

Die reformierte Kirche in  Frauenkirch bei Davos ist ein evangelisch-reformiertes Gotteshaus unter dem Denkmalschutz des Kantons Graubünden.

## Geschichte und Ausstattung

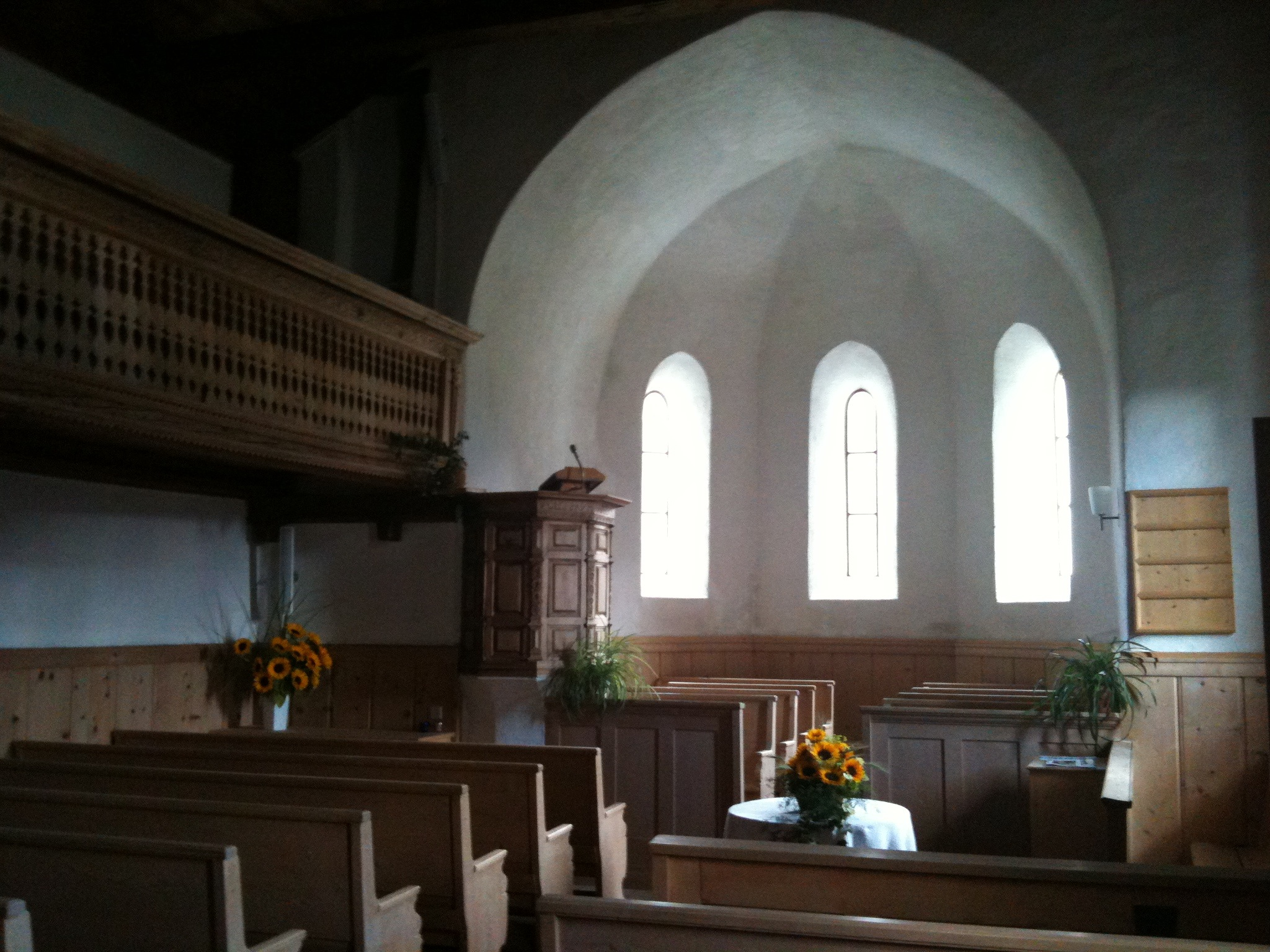
Innenansicht

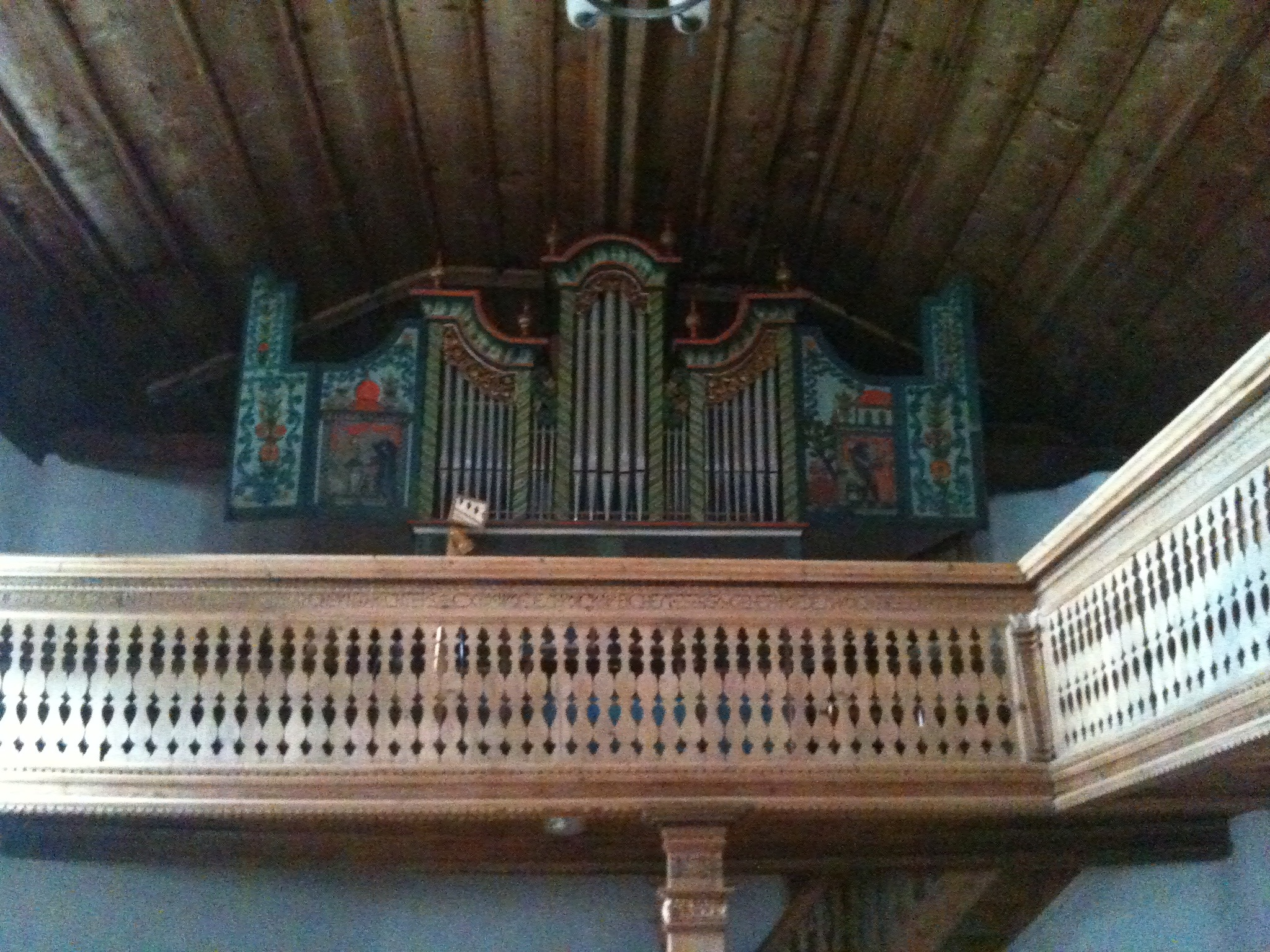
Orgel auf der Empore

Die Kirche wurde um 1350 errichtet und unter das Patrozinium Mariens gestellt. Seither hiess sie bis zur Annahme der Reformation in der Landschaft Davos Kirche Unserer Lieben Frau.
Am 16. Januar 1602 wurde die Kirche durch eine Lawine weitgehend zerstört, aber schon ein Jahr später neuerrichtet, wobei sie zum Hang hin den charakteristischen Lawinenspaltkeil erhielt, der sich seither mehrmals bewährte.
In seiner Davoser Zeit entwarf Ernst Ludwig Kirchner Pläne für Glasfenster im Chor, die aber nicht umgesetzt wurden.
Das Kircheninnere wird dominiert von einer linksseitig angebrachten schalldeckellosen Kanzel und einem auch als Ort des Abendmahls fungierenden zentralen Tauftisch, die dem dreiseitig geschlossenen Chor voranstehen.

## Kirchliche Organisation
Die Kirche Frauenkirch gehört in der Evangelisch-reformierten Landeskirche Graubünden zu der seit dem 1. Januar 2016 mit Glaris, Monstein und Wiesen fusionierten Kirchgemeinde Davos Altein.

## Galerie

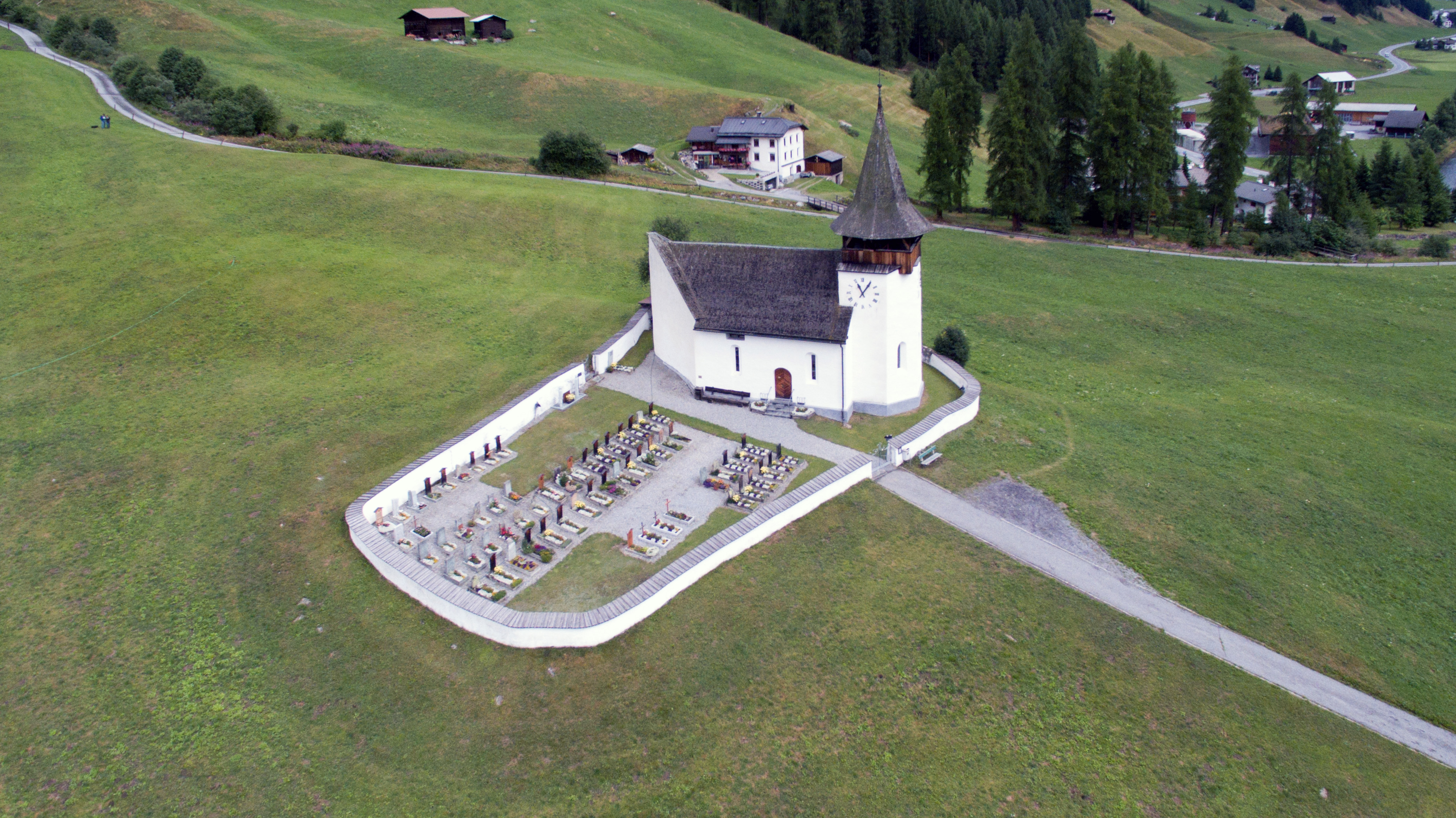
Luftaufnahme der Kirche mit Friedhof
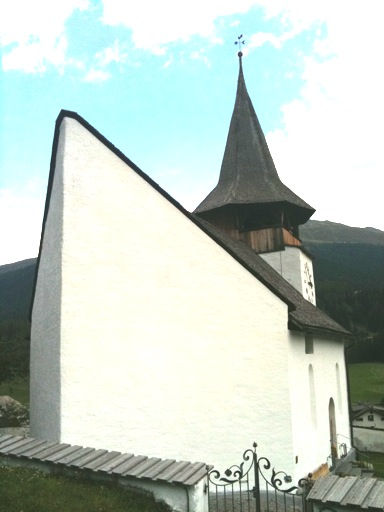
Der Lawinenspaltkeil
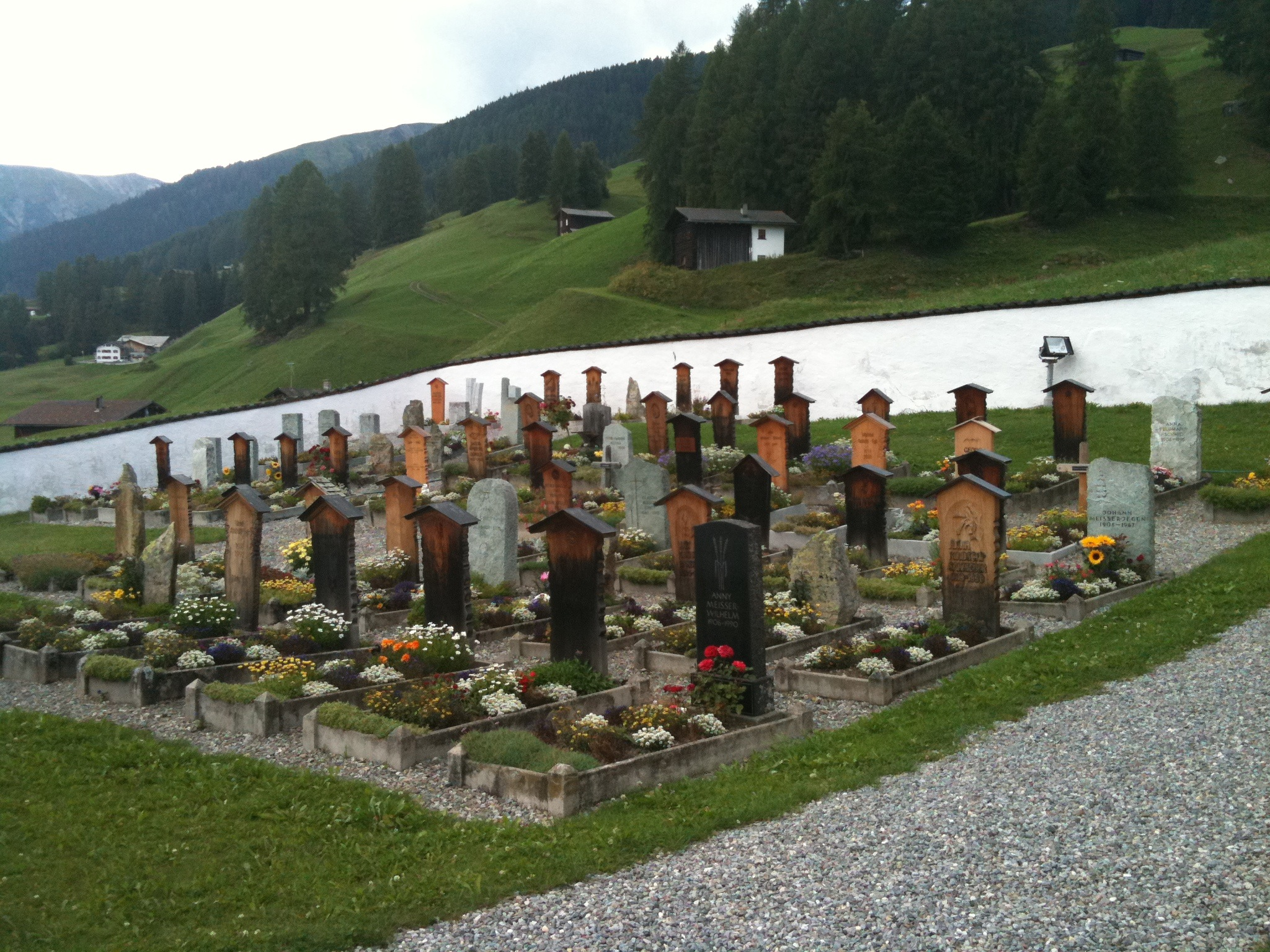
Friedhof
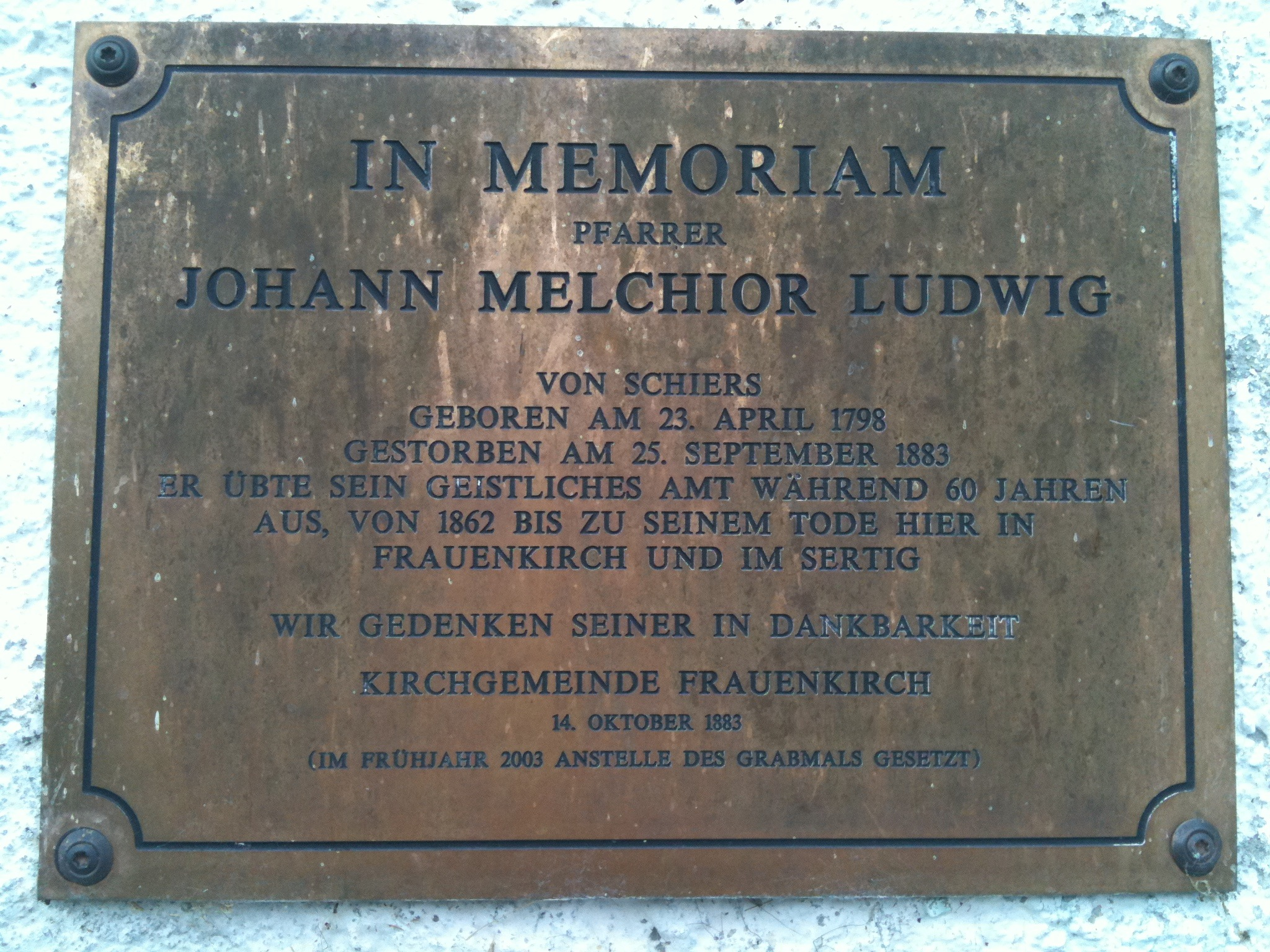
Gedenktafel für Pfarrer Johann Melchior Ludwig auf dem Friedhof